# Kreuzigungsfenster (Plémet)

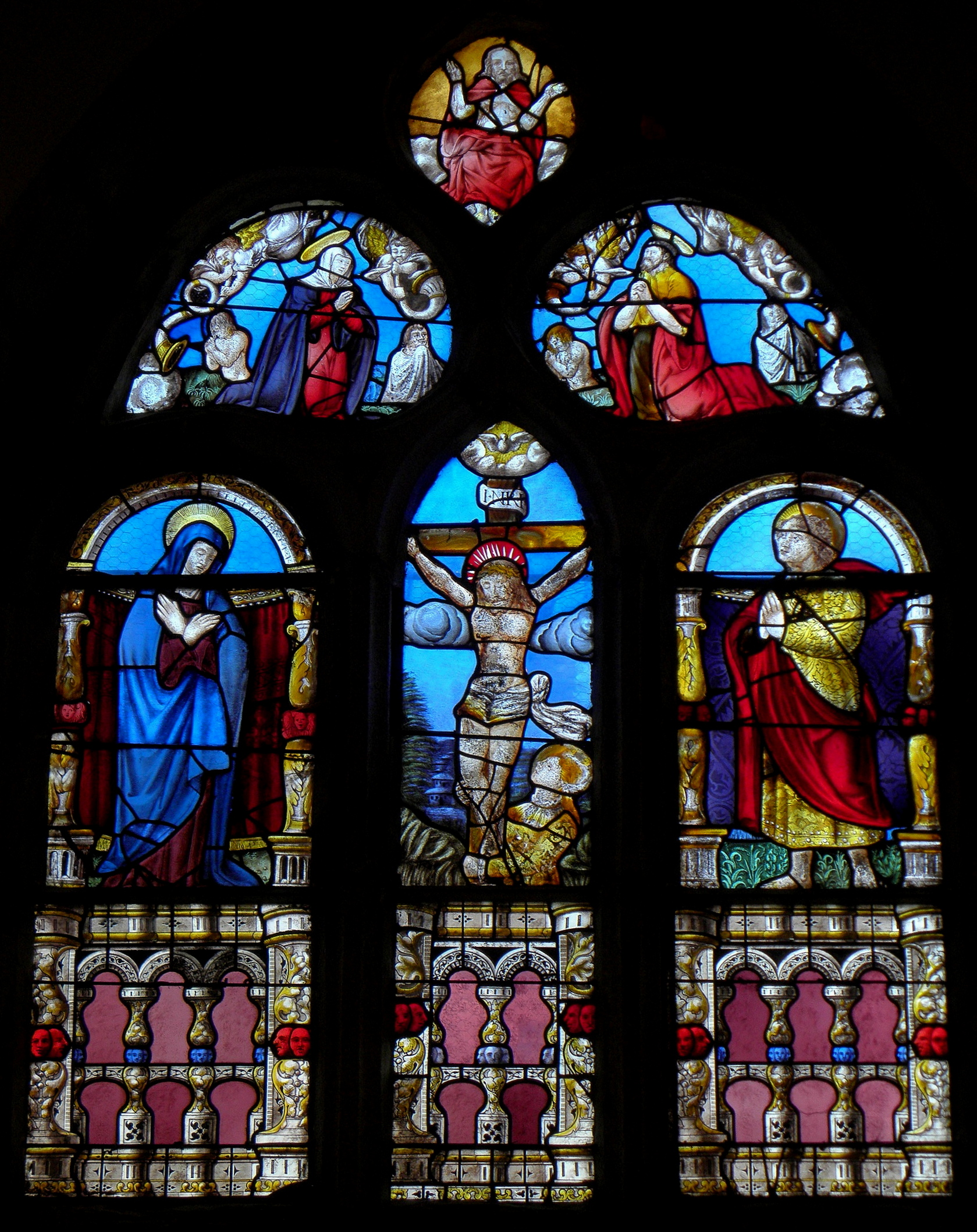
Kreuzigungsfenster in Plémet

Das Kreuzigungsfenster in der katholischen Kapelle St-Lubin in Plémet, einer französischen Gemeinde im Département Côtes-d’Armor der Region Bretagne, wurde im 16. Jahrhundert geschaffen. Das Bleiglasfenster wurde 1926 als Monument historique in die Liste der geschützten Objekte (Base Palissy) in Frankreich aufgenommen.
Das zentrale Fenster im Chor wurde von einer unbekannten Werkstatt geschaffen. Es zeigt auf drei Lanzetten eine Kreuzigungsszene mit der Kreuzigung Jesu, links daneben steht Maria und rechts der Apostel Johannes.
Im dreiteiligen Maßwerk ist das Jüngste Gericht mit Christus (oben) und der Auferstehung der Toten dargestellt. Maria und der Apostel Johannes beten und die Engel darüber musizieren. 
Das Fenster wurde vermutlich 1928/29 aus Teilen verschiedener Fenster zusammengestellt. 
Neben dem Kreuzigungsfenster ist noch das Fenster Leben Johannes des Täufers in der Kapelle aus der Zeit der Renaissance erhalten.